# Roztocki Potok

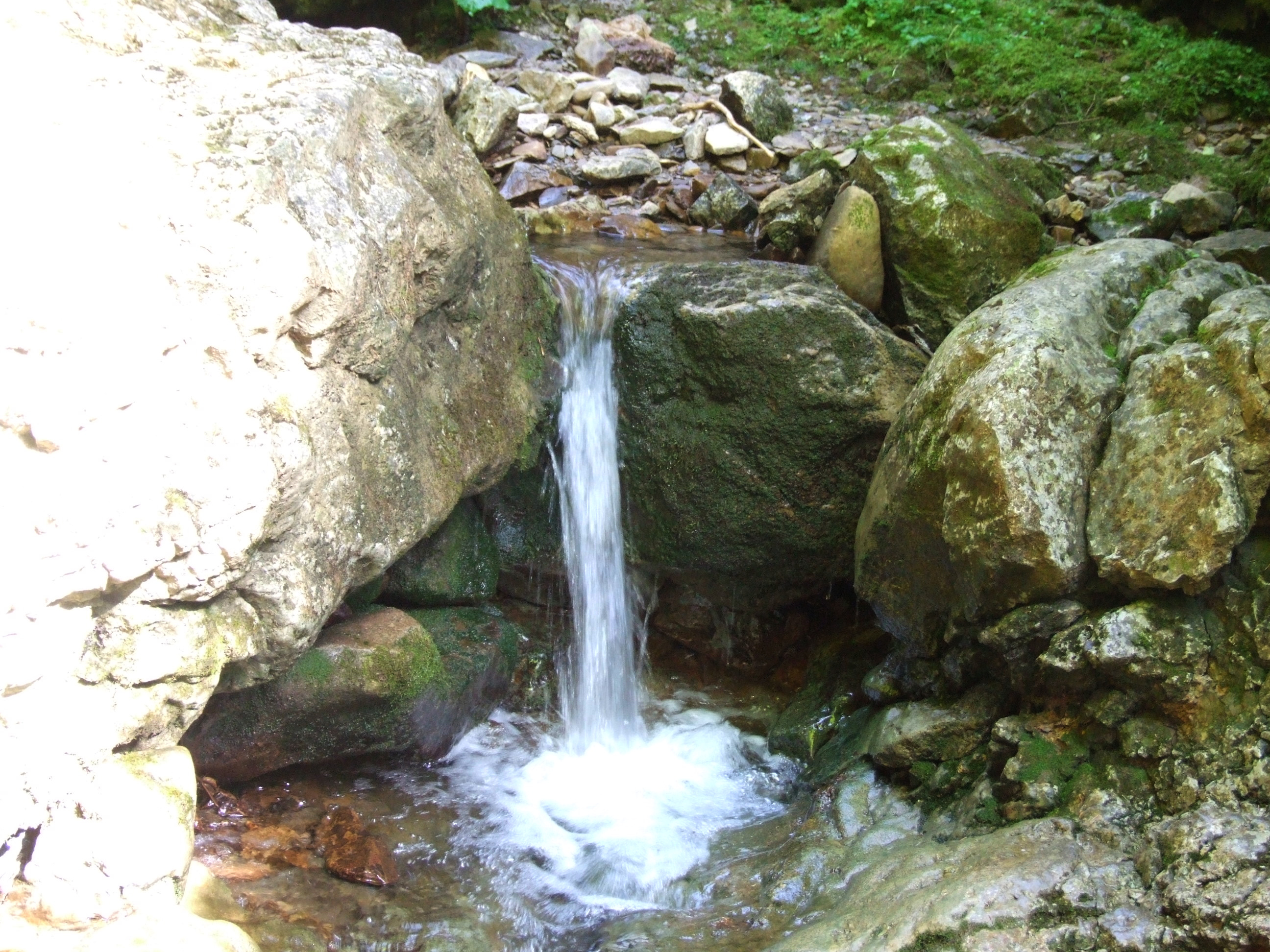
Jedna z kaskad Roztockiego Potoku

Roztocki Potok (słow. Ráztoka, Ráztocký potok) – potok na Słowacji, prawy dopływ Hucianki (górna część Kwaczanki). Ma źródła pomiędzy wzniesieniami Súšava (1077 m) i Polianky (1076 m). Spływa w południowo-wschodnim kierunku Doliną Roztoki i w Obłazach na wysokości ok. 750 m n.p.m. uchodzi do Hucianki (na słowackiej mapie opisanej jako Kwaczanka).
Źródła i koryto potoku znajdują się w obrębie miejscowości Wielkie Borowe. Górna część doliny Roztockiego Potoku to wielkie, należące do tej miejscowości łąki. W środkowej części znajdują się zabudowania przysiółka Jobowa Roztoka (Jóbova Ráztoka). Dolna część to zalesiony, stromy wąwóz pomiędzy  wzniesieniami Haj (949 m) i wzgórze 914 m. Roztocki Potok wyżłobił tutaj w wapiennych skałach budujących ten rejon głęboki i ciasny wąwóz w którym tworzy liczne kaskady, wodospady, bystrza, kotły eworsyjne i baniory. Tuż powyżej jego ujścia do Hucianki znajduje się największy z jego wodospadów – Roztocki Wodospad o wysokości 8 m. Jest udostępniony turystycznie, można do niego podejść i drabiną wejść na górny próg wodospadu. Cała pozostała część dolnego biegu Roztockiego Potoku jest niedostępna turystycznie. Znajduje się w ścisłym rezerwacie przyrody Kvačianska dolina.